# Pematang Siantar
Pematang Siantar (Pematangsiantar) – miasto w Indonezji na wyspie Sumatra w prowincji Sumatra Północna; 40 km na północny wschód od jeziora Toba; powierzchnia 55,66 km²; 274 tys. mieszkańców (2022). 
Leży na wysokości 400 m n.p.m. Rozwinęło się w XIX w. jako ośrodek regionu rolniczego, uprawa tytoniu, palmy kokosowej, palmy olejowej, kauczukowca, kakaowca, herbaty.